# Anosy
Anosy é uma região de Madagáscar localizada na província de Toliara. Sua capital é a cidade de Tolanaro (Fort-Dauphin).

## População
A população da região está estimada em 510 000 habitantes, em 2004, numa superfície de 30 198km².

## Economia
A economia de auto-subsistencia prédomina.  A reg tem um PIB por habitante de 182 US-dollar.

## Administração
A região está dividida em três distritos:
- Amboasary Sul
- Betroka
- Tolanaro